# Медицький деканат
Медицький деканат — колишня структурна одиниця Перемишльської єпархії греко-католицької церкви з центром в с. Медика. Очолював деканат декан.

## Територія
В 1936 році в Медицькому деканаті було 13 парафій:
1. Парафія с. Баличі;
2. Парафія с. Барич з філією в с. Грабовець і приходом у с. Склад Сільний;
3. Парафія с. Биків з філією в с. Плешевичі;
4. Парафія с. Буців;
5. Парафія с. Медика з філіями в с. Шегині, с. Халупки Медицькі;
6. Парафія с. Новосільці;
7. Парафія с. Поздяч з філією в с. Накло;
8. Парафія с. Селиска;
9. Парафія с. Старява;
10. Парафія с. Стібно з філією в с. Стібенець;
11. Парафія с. Торки;
12. Парафія с. Хідновичі з філіями в с. Поповичі, с. Тишковичі, с. Боратичі, с. Храпличі;
13. Парафія с. Яксманичі.

### Декан
- 1936 — Малецький Онуфрій в Медиці.

### Кількість парафіян
1936 — 21 204 особи.
Деканат було ліквідовано в 1946 р.